# Oreoleptis torrenticola
Espèce
Oreoleptis torrenticola est une espèce de diptères de la famille des Oreoleptidae.